# 電力電纜

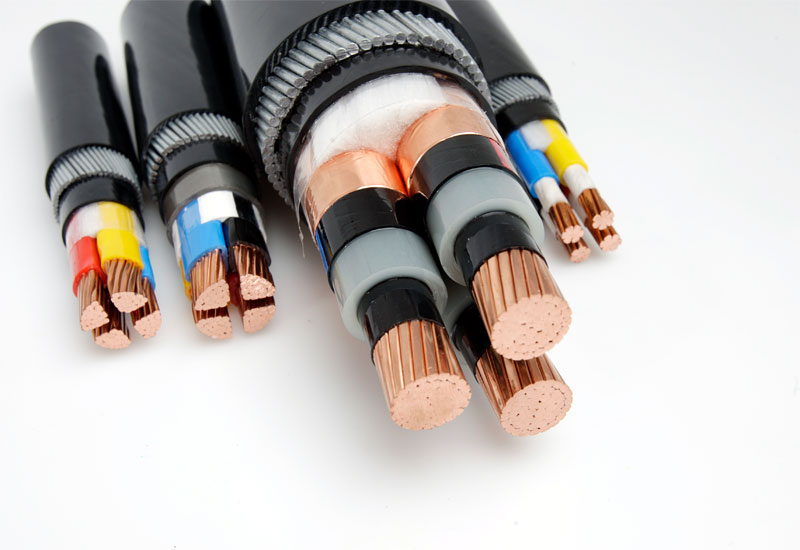
從左到右：第一、二條：四芯低壓電纜，¼圓銅導體
第三條：三芯高壓電纜，圓形銅導體
第四條：四芯低壓電纜，圓形銅導體

电力电缆（Power Cable）是电力系统中用来传输和分配大功率电能的电缆。常见的额定运行电压低于1000V的低压电缆、额定运行电压在35kV以下的中压电缆，以及额定运行电压高于35kV的高压电缆。
因為空氣本身就是電絕緣體，所以架空电缆常使用裸线以节约绝缘材料的成本，如绞线（钢芯铝绞线、铝绞线、铝包钢绞线、铝合金绞线）、软接线、型线和型材等。